# Henrique Nunes
Henrique Nunes da Silva, plus connu sous le nom de Henrique Nunes, est un footballeur portugais, né le 21 janvier 1955 à Santa Maria da Feira. Il a joué au poste de milieu de terrain reconverti aujourd'hui au poste d'entraîneur.

## Carrière de joueur

### Les débuts
Henrique Nunes fait pratiquement toute sa carrière de sa formation dans le club de sa ville au CD Feirense.

### Feirense
C'est en cours de saison de 1973-1974 qu'il fait son entrée dans l'équipe pro. Jeune milieu, il reste fidèle à son club tout au long des années de sa carrière. Durant la saison 1976-1977, il finit premier de la zone centre en deuxième division, à égalité de points avec l'Estrela Portalegre mais avec une meilleure différence de buts, qui permet, lui et son équipe, d'être promu pour la deuxième fois de l'histoire du CD Feirense en première division. Cette saison-là, il n'empêchera pas la relégation à son équipe, néanmoins il y joue toutes les rencontres du championnat soit vingt-six rencontres pour deux buts inscrits. La suite, il reste fidèle à son club de cœur avec qui il a fait ses débuts, et Henrique y reste pour la suite de sa carrière. La saison 1979-1980 c'est le déclic, peu après avoir rejoint la deuxième division sous le coup d'une relégation, le voila relégué en troisième division. La saison suivante, sans aucun doute, le club refait surface en seconde division en finissant derrière juste derrière le Leça FC. Il continue la suite en deuxième division, trois années de plus avant de raccrocher les crampons avec le Feirense durant la fin 1984. Durant toute sa carrière, il aura évolué dans le même club, celui qui lui a fait ses débuts.

## Statistiques en joueur
| Saison                | Club                  | Championnat           | Championnat | Championnat | Coupe(s) nationale(s) | Coupe(s) nationale(s) | Total | Total |
| Saison                | Club                  | Division              | M.          | B.          | M.                    | B.                    | M.    | B.    |
| 1973-1974             | CD Feirense           | 2                     | -           | -           | -                     | -                     | 0     | 0     |
| 1974-1975             | CD Feirense           | 2                     | -           | -           | -                     | -                     | 0     | 0     |
| 1975-1976             | CD Feirense           | 2                     | -           | -           | -                     | -                     | 0     | 0     |
| 1976-1977             | CD Feirense           | 2                     | -           | -           | -                     | -                     | 0     | 0     |
| 1977-1978             | CD Feirense           | 1                     | 26          | 2           | -                     | -                     | 26    | 2     |
| 1978-1979             | CD Feirense           | 2                     | -           | -           | -                     | -                     | 0     | 0     |
| 1979-1980             | CD Feirense           | 2                     | 23          | 2           | -                     | -                     | 23    | 2     |
| 1980-1981             | CD Feirense           | 3                     | -           | -           | -                     | -                     | 0     | 0     |
| 1981-1982             | CD Feirense           | 2                     | 29          | 2           | -                     | -                     | 29    | 2     |
| 1982-1983             | CD Feirense           | 2                     | -           | -           | -                     | -                     | 0     | 0     |
| 1983-1984             | CD Feirense           | 2                     | -           | -           | -                     | -                     | 0     | 0     |
| Sous-total            | Sous-total            | Sous-total            | -           | -           | -                     | -                     | 0     | 0     |
| Total sur la carrière | Total sur la carrière | Total sur la carrière | 78          | 6           | -                     | -                     | 78    | 6     |

## Carrière d'entraîneur

### Feirense
Peu après avoir parcouru toute sa carrière de joueur au Feirense, le voila à nouveau dans le même club mais cette fois-ci sur le banc des entraîneurs. Pour sa grande première, il prend en main l'équipe durant la saison 1987-1988, alors évoluant en deuxième division. Il fête son premier match en tant qu'entraîneur durant la première journée face à l'UD Vilafranquense (1-0), le 6 septembre 1987 ou cela finit par une victoire pour son premier match. La suite de la saison est mitigée mais le championnat est encore long, ce qui n'empêche pas une sévère élimination en Coupe du Portugal face à l'Oriental Lisbonne (0-3) le 22 novembre 1987. La partie de la saison se déroule un peu mieux, le Feirense encaisse de nombreuses victoires, mais finira la saison tout de même à la sixième place.
Sa seconde saison est un grand triomphe, et très marquante car dès la première journée jusqu'à la dernière, il garde la première place sans plus la quitter. Il allonge une longue série de victoires tout au long de la saison, avec à son bord Joaquim Ribeiro qui inscrit seize buts pour les bleus et blancs. Cependant longtemps accroché de peu par l'Académica de Coimbra, il finit le championnat avec cinquante-quatre points soit deux points d'avance sur son adversaire. Cependant, il ne gagne pas le titre, gagné aux dépens de l'União da Madeira.
Pour sa première expérience en première division, il fait son premier match face à l'União de Madeira où il gagne par la même occasion et fête sa première victoire pour son premier match de la saison. La suite du championnat n'est pas pour autant aussi positive, le Feirense aligne une série négative composée de nuls et de défaites. Longtemps accompagné entre la dix-septième et la dix-huitième place synonyme de relégation, le Feirense s'incline en quatrième tour de coupe également. La deuxième moitié de championnat, les joueurs de Henrique Nunes aligneront seulement deux victoires jusqu'à la fin de saison. La fin du championnat arrive et le Feirense échoue à la dernière place avec vingt points, soin un derrière le Portimonense SC. Le Feirense est reléguée. Par la même occasion il quitte le club à la fin de la saison.

### Sanjoanense
Après le Feirense, il prend pour sa seconde aventure en tant qu'entraîneur l'AD Sanjoanense. Henrique dispute la troisième division, dans la zone centre, ou il démarre assez timidement. Cependant les victoires s'enchaînent, et il arrive à la deuxième place durant la première moitié du championnat. Sa deuxième moitié de saison, il le commence très mal, enchainant plusieurs nuls et défaites peu avant son parcours en coupe, qu'il atteint honorablement le 5e tour de la Coupe du Portugal, en se faisant sortir par une défaite très lourde face à l'Estrela da Amadora (0-6) qui évolue alors en première division. Depuis, l'équipe lutte à la sixième place, mais arrive tout de même à finir et arracher la quatrième journée en fin de saison. Henrique y reste une unique saison au Sanjoanense.

### Retour à Feirense
Peu après avoir quitté le Feirense une saison, Henrique Nunes revient dans le club de son cœur pendant la saison 1991-1992. Le début, il le pratique de la meilleure des façons, en alignant une belle série de victoires, en prenant la première place un court moment. La suite du championnat est un peu plus mitigée alignée de nuls et de défaites. L'équipe de Henrique craque définitivement dans la dernière ligne droite passant de la septième place à la douzième en alignant huit défaite en dix matches. Henrique effectue la saison suivante avec le Feirense avant d'abandonner la charge d'entraîneur en pleine saison. On n'en connait pas plus de son parcours avec Feirense pendant la saison 1992-1993.

### Desportivo Aves
On ne connait pas les statistiques de Henrique Nunes avec le Desportivo Aves pendant la saison 1992-1993. On sait qu'il rejoint le club en cours de route, peu après avoir les commandes du CD Feirense en début de saison. Cependant, il classe son club à la neuvième place avec trente trois points cette saison.
Pour sa seconde saison, il pratique un bon parcours avec son club en Coupe du Portugal, en atteignant les quarts-de-finale peu après s'être incliné lourdement face au FC Porto (0-6) qui joue alors en première division. Longtemps accroché dans la première partie du classement et peu après s'être inclinée en coupe nationale, le Desportivo Aves dégringole petit à petit en championnat passant de la sixième à la dixième place. Ainsi, se terminant la dernière journée par une défaite le Desp. Aves finit le championnat avec trente deux points clouée à la dixième place. Henrique Nunes quitte le club après un ans et demi passé à Aves.

### Penafiel
Henrique prend les commandes du FC Penafiel au début de la saison 1994-1995. Après plusieurs passages dans différents clubs, il commence le début de saison à la peine. Longtemps à la recherche de la première victoire, il aligne les défaites, il est démis de ses fonctions tout juste après la sixième journée de championnat en mettant fin ainsi à quatre défaites et deux nuls en étant à la dernière place. Ainsi avec le Penafiel aux commandes, il n'aura pas remporté la moindre victoire à son actif pendant le début de saison de 1994.

### Feirense
Après être limogé du FC Penafiel, il n'hésite pas à déposer sa candidature peu après que Amândio Barreiras est limogé de son poste. Il prend en main un club qu'il connait bien, et fait ses grands débuts durant la dixième journée de championnat en deuxième division. Le mauvais début de saison du Feirense ne lui fait pas peur, et bien qu'il s'incline sur son premier match sur le banc d'entraîneur pendant la saison, la suite du championnat a un léger mieux. Alignant quelques victoires, il parvient tout de même à maintenir le CD Feirense en seconde division pour la saison prochaine.
L'arrivée de nombreux joueurs comme Zoran Vukčević lui donne plus de choix dans son effectif. Entre-temps, il atteint le cinquième tour en Coupe du Portugal peu après être éliminé aux tirs au but, en deux manches par le Sporting de Farense qui évolue alors en première division,. Une saison mitigée, mais il place tout de même son équipe longtemps dans la première moitié de tableau, avant de finir le championnat à la huitième place.
Henrique Nunes entame son troisième mandat avec le CD Feirense pour la saison 1996-1997. Un début de saison assez timide, le place en milieu de tableau, mais ne parvient pas à faire figure en coupe nationale. Longtemps assiégé dans les longueurs de la huitième et la dixième place, il connait une belle série de quatre victoires consécutives entre la 19e journée et la 22e journée. Alors placé à la quatrième place, le Feirense cale et entame ensuite trois nuls consécutifs. La suite et la fin de saison sont décevantes, il ne parvient pas à placer le Feirense dans la tête de championnat, et voit son équipe couler match après match par une défaite. Il se voit ainsi passé de la quatrième place et finir à la douzième place en fin de saison. Par la même occasion, il laisse son poste d'entraîneur à quelqu'un d'autre, et se voit passé d'une belle saison à finir par une saison décevante.

### Gil Vicente
Tout juste relégué en deuxième division pour cette saison 1997-1998, le Gil Vicente FC fait confiance à Henrique Nunes pour entamer la remontée pour la saison prochaine. Il y pratique un très bon début de championnat alignant victoire et quelques matches nuls et prend très rapidement la première place du championnat. Quelques matches nuls et la défaite face au FC Alverca lui fait recollée à la troisième place. Entre-temps, le club participe en coupe nationale, et il y pratique un très bon parcours avant de s'incliner en quarts-de-finale face au Benfica Lisbonne en deux manches,. Après le match face au Benfica, tout change à Gil Vicente, la perte de la première place, et une équipe qui a des difficultés à gagner un match. Ainsi, de la 20e journée à la 24e journée, son équipe ne prend qu'une victoire au compteur. Ainsi, le Gil Vicente s'éloigne de la promotion, et par la même occasion s'éloigne des objectifs de la saison. Ainsi, Henrique est limogé peu après la 24e journée, laissant place à Diamantino Miranda sur le banc.

### Marco
On en connait peu à son passage dans le club du FC Marco, cependant il a évolué pendant la saison 1998-1999 avant d'être limogé en cours de saison.

### Feirense en troisième division
Il revient à la charge une saison après avoir quitté le Feirense. Son équipe fut alors reléguée la saison précédente, et c'est lui qui prend les commandes une nouvelle fois du Feirense en début de saison. Il y joue la troisième division, mais on n'en sait pas plus. Henrique quitte le club en cours de route laissant place à Chiquinho Carioca sur le banc d'entraîneur.

### Sporting Covilhã
Henrique Nunes vient à la rescousse du Sporting da Covilhã à la fin de saison 1999-2000 en prenant la place de António Jesus qui a été limogé juste avant. Se trouvant dans la zone rouge, dès son arrivée, le bilan de Henrique n'est guère mieux. Il finit la saison avec quatre défaites de suite, ainsi il n'arrive pas à sauver le Sporting Covilhã et ne peux éviter la relégation de son équipe. Cependant il reste au club, afin de revenir en deuxième division.
Il dispute la troisième division en zone centre, avec un statut de favori à la montée. Son équipe pratique un très bon début de saison, longeant pendant un moment le podium du championnat. C'est seulement à la dixième journée qu'il concrétise sa première défaite de la saison, face à un concurrent direct à la promotion l'UD Oliveirense. Cependant l'équipe de Covilhã ne lache pas la vapeur pour autant, et gagne à presque tous les matches qui suit notamment face à des concurrents comme Fátima. Son parcours en coupe nationale, il ne va pas plus loin que le 4e tour, face au FC Famalicão ou d'ailleurs c'est son adjoint Virgílio Martins qui est aux commandes. La suite est passionnante, l'équipe de Covilhã s'approche petit à petit du leader et parvient même à gagner face à l'UD Oliveirense alors en tête de championnat. Le Sporting est alors à quatre points de l'UD Oliveirense avec un match en moins que son adversaire. La suite, malgré une belle série, le Sporting craque et encaisse trois matches nuls à son compteur, voyant l'UD Oliveirense se faire sacrer champion de troisième division dans la zone centre, ainsi donnant accès à la deuxième division. Le Sporting Covilhã se voit donc s'incliner à la deuxième place, et par la même occasion Henrique Nunes quitte le club à la fin de la saison.

### Sanjoanense
Henrique refait son apparition à Sanjoanense dix ans après l'avoir quitté. Cette saison 2001-2002, son équipe évolue alors en troisième division. Malgré le bon parcours du Sanjoanense atteignant même le 5e tour perdu face à l'Académica de Coimbra. Le championnat lui n'est guerre brillant, présent en première moitié de tableau, peu après la défaite en coupe nationale, le Sanjoanense n'arrive pas à gagner le moindre match. La défaite sur le terrain du Beneditense (0-1) a été plutôt douloreuse pour Henrique et ainsi, peu après il quitte les commandes du Sanjoanense pour rejoindre celle du CD Feirense.

### Trois ans après, de nouveau au Feirense
Fidèle habitué du Feirense, il reprend en mains le CD Feirense qui était aux commandes de António Caetano jusqu'à présent. Ses résultats ne sont pas très brillants, et depuis qu'il est aux commandes il voit son équipe descendre petit à petit de la deuxième place vers le fond du premier tableau. Entre-temps José Carlos, son adjoint prend l'équipe durant la 25e à la 28e journée. À son retour, ce n'est guerre le mot "victoire" qu'on entend le plus souvent, mais plutôt "défaite", ainsi il finit le championnat sur trois défaites avant de gagner la dernière rencontre, mais ce qui n'empêche pas le Feirense ne faire mieux que la septième place.
Sa deuxième saison consécutive, c'est un autre discours que Henrique Nunes, se voit finir ses rencontres de championnat. Ainsi, le Feirense se fait un bon début de championnat cependant encore assez timide, malgré une élimination en Coupe du Portugal assez rapide, son discours reste le même. Peu après au fil du temps, par de nombreuses victoires, il réussit à conquérir la première place sans être inquiété. Cependant, l'Estrela Portalegre suit le Feirense de très près et prend la première place à la 21e journée par la même occasion. Le Feirense ne désarme pas, et inscrit une victoire très importante lors de la 26e journée face à son concurrent direct à la montée par une victoire (1-0). L'écart se creuse, et le Feirense gagne pratiquement à toutes ses rencontres. Sur ses treize derniers matches, le Feirense en gagne onze, et l'Estrela Portalegre impuissant face à cela ne peut faire mieux que la deuxième place. Ainsi, le Feirense est sacré champion de troisième division, dans la zone centre, et Henrique lui-même se voit sacré pour la deuxième fois en tant qu'entraîneur, que le précédent titre fut gagné avec le Feirense il y a des années auparavant. Cependant, Henrique ne reste pas, et tente sa chance dans un autre club.

### Gondomar
Pour la saison 2003-2004 peu après son titre avec le Feirense, Henrique prend les commandes du Gondomar SC. Henrique débute très bien la saison avec de nombreuses victoires, entre-temps, il se fait vite éliminer en Coupe du Portugal par le Santa Maria FC. Tout au long de la saison, il fait pratiquement un sans faute, cependant pendant la 21e journée, il encaisse sa deuxième défaite de la saison face à l'USC Paredes qui est la même équipe qu'il a perdu pendant sa première défaite de la saison. Malgré avec un bon bilan jusqu'à présent, il encaisse un match nul sur le terrain du FC Porto B. Longtemps à la course à la promotion et au titre avec les Dragões Sandinenses, le Gondomar creuse l'écart et remporte une victoire décisive pour le titre en gagnant son principal concurrent par deux buts à zéro durant la 35e journée. Malgré les deux défaites en fin de saison, il y sont sans conséquences car le Gondomar finit premier du championnat, avec un point d'avance sur son adversaire. Ainsi le Gondomar remporte pour la première fois de son histoire la troisième division, ainsi pour Henrique qui remporte pour le deuxième titre consécutif de son histoire peu après avoir remporté le Feirense la saison précédente. Ce titre est historique pour le Gondomar SC car pour la première fois le Gondomar rejoint la deuxième division portugaise de toute son histoire.
Sa deuxième saison, il la passe toujours à Gondomar. Cette année, il dispute la deuxième division avec un très mauvais départ et une très rapide élimination en coupe nationale. Cependant, entre la 12e et la 14e journée, il parvient à embaucher trois victoires consécutives, qui font que Gondomar recolle petit à petit au classement, en tentant de s'éloigner de la relégation. La suite est indécise, et le Gondomar se voit descendre petit à petit touchant même la dernière place durant la fin de la 31e journée. Il faudrait un miracle pour voir le Gondomar se sauver, est c'est chose faite, le Gondomar remporte les deux matches suivants grâce notamment à son buteur vedette Wesley qui marque un triplé dans la victoire sur le terrain du FC Marco (3-4). Alors placé 13e au classement il manque une victoire pour assurer le maintien au Gondomar, et c'est raté pendant la dernière journée face à Leixões SC (0-0). Cependant malgré sa 16e place il profite du maintien avec la relégation du FC Felgueiras pour problèmes financiers et aussi l'abandon du FC Alverca du monde professionnel ce qui fait que le Gondomar et le Desportivo Chaves sont maintenus pour la saison suivante. Henrique ne continuera pas son chemin avec Gondomar et quitte le club à la fin de la saison.

### Feirense sous les ordres de H. Nunes
C'est Henrique Nunes qui vient une nouvelle fois à la rescousse du CD Feirense pendant la saison 2005-2006. Le mauvais début de saison du CD Feirense et peu après que le club a limogé l'entraîneur Francisco Chaló, c'est à Henrique qu'on confie le club pour le sauver de la relégation. Pour son premier match, il ne passe pas inaperçu et gagne contre le FC Vizela (5-0). La suite du championnat est positive et le Feirense gagne petit à petit, timidement avec quelques nuls et quelques défaites. Cependant, le Feirense finit le championnat à la dixième place et sauve sa saison de la relégation.
Henrique réalise un très bon début de championnat pendant la saison 2006-2007 où il prend très rapidement la première place. Cependant avec quelques nuls au compteur, il lutte pour la première place en compagnie d'autres prétendants. La fin de la première moitié de saison arrive et le Leixões SC prend la première place. En coupe nationale, le Feirense se fait rapidement éliminer, sorti au quatrième tour par l'Estrela da Amadora. La seconde moitié de saison, le Feirense s'éloigne du trio de tête, et concède plusieurs défaites laissant champ libre aux autres écuries. Le Feirense ne s'arrête pas, et continue de perdre ainsi le club de Henrique se voit basculer de la deuxième à la septième place en fin de saison.
Pendant la saison 2007-2008, le Feirense se voit très rapidement éliminé au premier tour de la Coupe de la Ligue aux dépens du CD Trofense. Le début de saison est engagé de la plus mauvaise des manières pour les hommes de Henrique Nunes, malgré une victoire contre le Gondomar SC, le Feirense perd trois matches et deux nuls, ainsi c'est avec ce bilan que Henrique Nunes est limogé peu après la défaite à domicile face au FC Vizela.

### Retour à Aves
Henrique prend le Desportivo Aves en cours de route peu après que José Gomes soit limogé. Il reprend en main l'équipe et parvient très rapidement à trois victoires consécutives (en comprenant celle de coupe), ainsi le Desportivo Aves s'éloigne un peu du bas de tableau. En Coupe du Portugal, ses joueurs parviennent à atteindre le 5e tour éliminé par le favori de la compétition, le FC Porto. Depuis, ses joueurs ne parviennent plus à gagner un match ainsi petit à petit, le Desportivo Aves redescend dans les profondeurs du classement, en atteignant même à la dernière place synonyme de relégation, peu après sa défaite contre le CD Feirense pendant la 22e journée. Le déclic vient pendant la journée suivante, en gagnant le Gondomar SC puis deux journées après face au CD Fátima. Le Desportivo Aves est sur une belle lancée en alignant cinq victoires sur les six derniers matches de championnat, au bon moment, car ça lui permet de sauver sa saison. Ainsi le Desportivo Aves finit sa saison à la huitième place.
La saison 2008-2009 démarre avec Henrique Nunes toujours aux commandes. Peu avant de commencer le championnat, il dispute la Coupe de la Ligue avec son club, mais il est très rapidement éliminé en deux manches aux dépens du SC Freamunde,. Le Desportivo fait un bon début de championnat, puis vient très rapidement la Coupe du Portugal où le Desportivo se fait éliminer logiquement au 4e tour face au Benfica Lisbonne. Au même moment, les hommes de Henrique ont du mal à gagner un match, et très rapidement l'équipe se retrouve au milieu du tableau. Le reste de la saison est assez mitigé entre victoire, nul et défaite. Pourtant à la 25e journée, le Desp. Aves atteint la sixième place grâce à ses victoires contre le SC Beira-Mar puis face au SC Freamunde. Cependant durant les quatre dernières journées, le Desp. Aves n'arrive pas à s'imposer une seule fois et se voit donc dégringoler au classement pour finir à la onzième place du championnat. Ainsi Henrique est arrivé à terme, de son contrat avec le Desportivo Aves.

### Arouca
Henrique prend en main l'équipe laissée par Carlos Secretário alors placé à la huitième place de la zone centre en troisième division. Il démarre assez timidement, mais parvient à faire ses marques par la suite. Le FC Arouca gagne semaine après semaine malgré quelques faux pas. Les hommes de Nunes parviennent à arriver en 4e place puis très rapidement à la deuxième place du championnat à la lutte avec plusieurs écuries. Pendant la 26e journée, il profite du faux pas du FC Pampilhosa qui perd sur le terrain du CD Mafra, et de la victoire de ses hommes face au SC Praiense la même journée. Henrique reperd la première place durant la journée suivante sur une défaite face au Oliveira do Bairro SC. La lutte devient de plus en plus dense à trois journées de la fin, et c'est particulièrement entre le FC Arouca et le FC Pampilhosa que va se partager une place pour les play-offs de promotion. La 28e journée est marquante, le FC Pampilhosa ne parvient pas à s'imposer sur le terrain du CD Tondela et le FC Arouca parvient à gagner à nouveau donc à reprendre aussi la première place du championnat. Le FC Arouca parvient à s'imposer dans les dernières rencontres, pouvant ainsi espérer la première montée de leur histoire. Pour la deuxième phase, deux clubs seulement pourront monter en deuxième division, le FC Arouca devra lutter contre le Moreirense FC (vainqueur de la zone nord), et de l'União da Madeira (vainqueur de la zone sud). Pour son premier match le FC Arouca déniche une victoire importante sur le terrain de l'União da Madeira (2-1). Le FC Arouca peine et perd les deux rencontres suivantes décisives, ainsi pour le dernier match, le FC Arouca ne devait faire seulement une victoire pour être promu et c'est chose faite, les hommes de Henrique Nunes gagnent par deux buts à un face à Moreirense, ainsi le FC Arouca et sacré promu pour la première, mais également champion de troisième division.
Pour sa deuxième saison, il évolue donc en deuxième division nationale avec le FC Arouca. Il réalise un bon début de championnat en parvenant à se qualifier pour le deuxième tour de la Coupe de la Ligue peu après avoir affronté de son groupe le SC Freamunde, le FC Penafiel et le CF Belenenses. Entre-temps, il réalise un très bon début de championnat, malgré une élimination au 3e tour de Coupe du Portugal sur le terrain du Benfica Lisbonne (1-5). Depuis son équipe réalise un très bon parcours pour sa première saison en deuxième division, en prenant même 1re place à la 9e journée de championnat. Depuis, les premières défaites commencent à s'accumuler, et entre-temps le FC Arouca se fait sortir de Coupe de la Ligue. Le FC Arouca se voit donc continuer dans le trio de tête pendant la suite du championnat, mais a du mal à sortir quelques victoires, le FC Arouca se voit donc chuter à la 5e place à hauteur de la 23e journée, et voit le rêve d'être promu s'envoler. Les hommes de Henrique chuteront même jusqu'à la huitième place, avant de finir la saison avec deux victoires consécutives, ce qui permettra au FC Arouca de finir sur une bonne note à la 5e place.
Henrique est toujours à la tête du FC Arouca pour sa troisième saison. Il est très rapidement éliminé de toutes coupes nationales. Son équipe se voit commencer timidement, et c'est à la suite d'une défaite face au Sporting da Covilhã que l'entraîneur démissionne de son poste.

### Objectif maintien dans l'élite avec le Feirense
Henrique reprend en main le CD Feirense à la suite de la démission de Quim Machado de son poste. Il reprend l'équipe peu après la 25e journée, ou le Feirense est alors dernier avec six points de retard sur le premier non-relégable. Henrique retrouve à nouveau la première division, et cette fois il fait sa grande rentrée à la 26e journée sur un match face au SC Beira-Mar ou l'équipe parvient à prendre un point. Les hommes du Feirense, parviennent par la suite à décrocher des victoires importantes face au Vitória Setúbal ou encore une victoire un peu spéciale face à l'União de Leiria ou l'équipe de Leiria aura évolué a huit sur le terrain. Le Feirense est alors à deux journées de la fin non-relégable, mais la journée suivante (l'avant dernière) Henrique voit son équipe perdre, tandis que l'autre équipe l'Académica de Coimbra se voit gagner ainsi le Feirense se retrouve à l'avant dernière place synonyme de relégation.

### Statistiques en entraîneur
| Saison    | Club                  | Championnat | Championnat | Championnat | Championnat | Championnat | Championnat | Coupe(s) nationale(s) | Coupe(s) nationale(s) | Coupe(s) nationale(s) | Coupe(s) nationale(s) | Coupe de la Ligue | Coupe de la Ligue | Coupe de la Ligue | Coupe de la Ligue |
| Saison    | Club                  | Division    | Place       | M           | V           | N           | D           | M                     | V                     | N                     | D                     | M                 | V                 | N                 | D                 |
| --------- | --------------------- | ----------- | ----------- | ----------- | ----------- | ----------- | ----------- | --------------------- | --------------------- | --------------------- | --------------------- | ----------------- | ----------------- | ----------------- | ----------------- |
| 1987-1988 | CD Feirense           | 2           | 6e          | 38          | 16          | 8           | 14          | 1                     | 0                     | 0                     | 1                     | -                 | -                 | -                 | -                 |
| 1988-1989 | CD Feirense           | 2           | 1er         | 34          | 23          | 8           | 3           | 4                     | 2                     | 2                     | 0                     | -                 | -                 | -                 | -                 |
| 1989-1990 | CD Feirense           | 1           | 18e         | 34          | 5           | 10          | 19          | 2                     | 1                     | 0                     | 1                     | -                 | -                 | -                 | -                 |
|           | Sous-total            | -           | -           | 106         | 44          | 26          | 36          | 7                     | 3                     | 2                     | 2                     | -                 | -                 | -                 | -                 |
| 1990-1991 | AD Sanjoanense        | 3           | 4e          | 38          | 18          | 11          | 9           | 3                     | 2                     | 0                     | 1                     | -                 | -                 | -                 | -                 |
|           | Sous-total            | -           | -           | 38          | 18          | 11          | 9           | 3                     | 2                     | 0                     | 1                     | -                 | -                 | -                 | -                 |
| 1991-1992 | CD Feirense           | 2           | 12e         | 34          | 12          | 8           | 14          | 2                     | 0                     | 1                     | 1                     | -                 | -                 | -                 | -                 |
| 1992-1993 | CD Feirense           | 2           | -           | -           | -           | -           | -           | -                     | -                     | -                     | -                     | -                 | -                 | -                 | -                 |
|           | Sous-total            | -           | -           | -           | -           | -           | -           | -                     | -                     | -                     | -                     | -                 | -                 | -                 | -                 |
| 1992-1993 | Desportivo Aves       | 2           | 9e          | -           | -           | -           | -           | -                     | -                     | -                     | -                     | -                 | -                 | -                 | -                 |
| 1993-1994 | Desportivo Aves       | 2           | 10e         | 34          | 12          | 8           | 14          | 4                     | 3                     | 0                     | 1                     | -                 | -                 | -                 | -                 |
|           | Sous-total            | -           | -           | -           | -           | -           | -           | -                     | -                     | -                     | -                     | -                 | -                 | -                 | -                 |
| 1994-1995 | FC Penafiel           | 2           | –           | 6           | 0           | 2           | 4           | 0                     | 0                     | 0                     | 0                     | -                 | -                 | -                 | -                 |
|           | Sous-total            | -           | -           | 6           | 0           | 2           | 4           | 0                     | 0                     | 0                     | 0                     | -                 | -                 | -                 | -                 |
| 1994-1995 | CD Feirense           | 2           | 14e         | 25          | 9           | 7           | 9           | 3                     | 2                     | 0                     | 1                     | -                 | -                 | -                 | -                 |
| 1995-1996 | CD Feirense           | 2           | 8e          | 34          | 15          | 5           | 14          | 4                     | 2                     | 2                     | 0                     | -                 | -                 | -                 | -                 |
| 1996-1997 | CD Feirense           | 2           | 12e         | 34          | 10          | 12          | 12          | 2                     | 0                     | 1                     | 1                     | -                 | -                 | -                 | -                 |
|           | Sous-total            | -           | -           | 93          | 34          | 24          | 35          | 9                     | 4                     | 3                     | 2                     | -                 | -                 | -                 | -                 |
| 1997-1998 | Gil Vicente FC        | 2           | –           | 24          | 10          | 11          | 3           | 6                     | 4                     | 1                     | 1                     | -                 | -                 | -                 | -                 |
|           | Sous-total            | -           | -           | 24          | 10          | 11          | 3           | 6                     | 4                     | 1                     | 1                     | -                 | -                 | -                 | -                 |
| 1998-1999 | FC Marco              | 3           | –           | -           | -           | -           | -           | -                     | -                     | -                     | -                     | -                 | -                 | -                 | -                 |
|           | Sous-total            | -           | -           | -           | -           | -           | -           | -                     | -                     | -                     | -                     | -                 | -                 | -                 | -                 |
| 1998-1999 | CD Feirense           | 2           | 16e         | 15          | 7           | 4           | 4           | 1                     | 0                     | 0                     | 1                     | -                 | -                 | -                 | -                 |
| 1999-2000 | CD Feirense           | 3           | –           | -           | -           | -           | -           | -                     | -                     | -                     | -                     | -                 | -                 | -                 | -                 |
|           | Sous-total            | -           | -           | -           | -           | -           | -           | -                     | -                     | -                     | -                     | -                 | -                 | -                 | -                 |
| 1999-2000 | Sporting Covilhã      | 2           | 18e         | 9           | 2           | 1           | 6           | 0                     | 0                     | 0                     | 0                     | -                 | -                 | -                 | -                 |
| 2000-2001 | Sporting Covilhã      | 3           | 2e          | 36          | 23          | 9           | 4           | 3                     | 2                     | 0                     | 1                     | -                 | -                 | -                 | -                 |
|           | Sous-total            | -           | -           | 45          | 25          | 10          | 10          | 3                     | 2                     | 0                     | 1                     | -                 | -                 | -                 | -                 |
| 2001-2002 | AD Sanjoanense        | 3           | –           | 16          | 7           | 3           | 6           | 5                     | 2                     | 2                     | 1                     | -                 | -                 | -                 | -                 |
|           | Sous-total            | -           | -           | 16          | 7           | 3           | 6           | 5                     | 2                     | 2                     | 1                     | -                 | -                 | -                 | -                 |
| 2001-2002 | CD Feirense           | 3           | 7e          | 15          | 3           | 5           | 7           | 0                     | 0                     | 0                     | 0                     | -                 | -                 | -                 | -                 |
| 2002-2003 | CD Feirense           | 3           | 1er         | 36          | 25          | 6           | 5           | 2                     | 1                     | 0                     | 1                     | -                 | -                 | -                 | -                 |
|           | Sous-total            | -           | -           | 51          | 28          | 11          | 12          | 2                     | 1                     | 0                     | 1                     | -                 | -                 | -                 | -                 |
| 2003-2004 | Gondomar SC           | 3           | 1er         | 36          | 27          | 5           | 4           | 1                     | 0                     | 0                     | 1                     | -                 | -                 | -                 | -                 |
| 2004-2005 | Gondomar SC           | 2           | 13e         | 34          | 11          | 6           | 17          | 1                     | 0                     | 1                     | 0                     | -                 | -                 | -                 | -                 |
|           | Sous-total            | -           | -           | 70          | 38          | 11          | 21          | 2                     | 0                     | 1                     | 1                     | -                 | -                 | -                 | -                 |
| 2005-2006 | CD Feirense           | 2           | 10e         | 13          | 7           | 3           | 3           | 0                     | 0                     | 0                     | 0                     | -                 | -                 | -                 | -                 |
| 2006-2007 | CD Feirense           | 2           | 7e          | 30          | 11          | 11          | 8           | 2                     | 0                     | 2                     | 0                     | -                 | -                 | -                 | -                 |
| 2007-2008 | CD Feirense           | 2           | –           | 6           | 1           | 2           | 3           | 0                     | 0                     | 0                     | 0                     | 1                 | 0                 | 0                 | 1                 |
|           | Sous-total            | -           | -           | 49          | 19          | 16          | 14          | 2                     | 0                     | 2                     | 0                     | 1                 | 0                 | 0                 | 1                 |
| 2007-2008 | Desportivo Aves       | 2           | 8e          | 18          | 8           | 6           | 4           | 2                     | 1                     | 0                     | 1                     | 0                 | 0                 | 0                 | 0                 |
| 2008-2009 | Desportivo Aves       | 2           | 11e         | 30          | 9           | 9           | 12          | 3                     | 2                     | 0                     | 1                     | 2                 | 0                 | 1                 | 1                 |
|           | Sous-total            | -           | -           | 48          | 17          | 15          | 16          | 5                     | 3                     | 0                     | 2                     | 2                 | 0                 | 1                 | 1                 |
| 2009-2010 | FC Arouca             | 3           | 1er         | 20          | 13          | 3           | 4           | 0                     | 0                     | 0                     | 0                     | -                 | -                 | -                 | -                 |
| 2010-2011 | FC Arouca             | 2           | 5e          | 30          | 11          | 10          | 9           | 2                     | 1                     | 0                     | 1                     | 7                 | 1                 | 4                 | 2                 |
| 2011-2012 | FC Arouca             | 2           | –           | 4           | 1           | 2           | 1           | 1                     | 0                     | 0                     | 1                     | 3                 | 0                 | 1                 | 2                 |
|           | Sous-total            | -           | -           | 54          | 25          | 15          | 14          | 3                     | 1                     | 0                     | 2                     | 10                | 1                 | 5                 | 4                 |
| 2011-2012 | CD Feirense           | 1           | 15e         | 4           | 2           | 1           | 1           | 0                     | 0                     | 0                     | 0                     | 0                 | 0                 | 0                 | 0                 |
|           | Sous-total            | -           | -           | 4           | 2           | 1           | 1           | 0                     | 0                     | 0                     | 0                     | 0                 | 0                 | 0                 | 0                 |
|           | Total sur la carrière | -           | -           | -           | -           | -           | -           | -                     | -                     | -                     | -                     | -                 | -                 | -                 | -                 |

## Palmarès

### Joueur
Néant

### Entraîneur
| CD Feirense - Championnat du Portugal D3 (1) : - Vainqueur : 2002-03 (zone centre) |  | Gondomar SC - Championnat du Portugal D3 (1) : - Vainqueur : 2003-04 (zone nord) |  | FC Arouca - Championnat du Portugal D3 (1) : - Vainqueur : 2009-10 |